# Félix, Maude et la Fin du monde
 (mai 2022).
Félix, Maude et la Fin du monde est une web-série de comédie dramatique et science-fiction québécoise en dix épisodes d'environ 12 minutes écrite par Michel Brouillette et Stéphanie Perreault, et réalisée par Daniel Abraham et Pierre-Alexandre Girard, et mise en ligne le 17 mars 2021 sur la plateforme ICI TOU.TV. En France, elle est diffusée sur france.tv.

## Synopsis
Après une étrange éclipse solaire, Félix semble être la dernière personne sur Terre. Les choses changent quand il rencontre Maude. Les deux jeunes gens essayent de survivre et de comprendre ce qui s'est passé.

## Distribution
Sauf indication contraire, les informations mentionnées dans cette section peuvent être confirmées par la base de données cinématographiques IMDb,  présente dans la section « Liens externes ».
- Jean-Carl Boucher : Félix
- Sarah Keita : Maude
- Patrick Emmanuel Abellard : James
- Stéphanie Germain : Clémence
- Jean-François Casabonne : Richard Desjardins
- Fayolle Jean : Daniel, le père de Maude
- Stéphanie Perreault : Marie
- Zoé Tremblay : Zoé
- Inès Defosse : Caro

## Fiche technique
Sauf indication contraire, les informations mentionnées dans cette section peuvent être confirmées par la base de données cinématographiques IMDb,  présente dans la section « Liens externes ».
- Titre original : Félix, Maude et la Fin du monde
- Réalisation : Daniel Abraham et Pierre-Alexandre Girard
- Scénario : Michel Brouillette, Stéphanie Perreault
- Direction artistique : Paskale Jobin
- Costumes : Mélanie Brisson
- Photographie : Simon Lamarre-Ledoux
- Son : Thierry Bourgault d'Amico, Arnaud Derimay et Simon Lacelle
- Montage : David Di Francesco
- Musique : Maxime Fortin
- Production : Julia Langlois
- Sociétés de production : Trio Orange
- Société de distribution : Société Radio-Canada
- Pays d’origine :  Canada
- Langue originale : français
- Format : couleur
- Genre : comédie dramatique, science-fiction
- Durée : 12 minutes
- Budget :
- Dates de diffusion :
  - Québec : 17 mars 2021 sur ICI TOU.TV

### Tournage
Sauf indication contraire, les informations mentionnées dans cette section peuvent être confirmées par la base de données cinématographiques IMDb,  présente dans la section « Liens externes ».
La série a été tournée à Montréal et à Laval, au Québec, au Canada.